# Tolo
Tolo (griechisch Τολό (n. sg.), ältere Bezeichnung Τολόν Tolón) ist ein Fischer-, Bade- und Touristenort auf dem Peloponnes, circa 10 km südöstlich von Nafplio, der ersten Hauptstadt Griechenlands, gelegen. Die Bucht von Tolo als Teil des Argolischen Golfs wird im Osten von der Insel Romvi begrenzt.
Tolo ist ein Stadtbezirk der Gemeinde Nafplio, Gemeindebezirk Asini. Die Einwohnerzahl betrug bei der Volkszählung 2011 1.494 Einwohner. Außer der Kleinstadt Tolo selbst zählt noch der Weiler Agios Andonios (Άγιος Αντώνιος, 34 Ew.) und die beiden unbewohnten Inseln Daskalio und Koronisi zu Tolo.

## Geschichte
Die Geschichte Tolos beginnt erst im Jahr 1830, aber die Umgebungsgeschichte geht viel weiter zurück: Asine in der Bucht von Tolo wurde von Homer zum ersten Mal in der Ilias beschrieben, als eine der Städte, deren Flotte am Trojanischen Krieg teilnahm. In den kommenden Jahrhunderten diente die Bucht von Tolo immer wieder als Zufluchtsort für Kriegsschiffe. In der byzantinischen Zeit wurde Tolo auch Nothafen für Nauplia.
Während der Zeit der Kreuzzüge und dem Zerfall des Byzantinischen Reiches (1204) kam das Gebiet zusammen mit dem Rest der Peloponnes bis 1389 unter fränkische Herrschaft, dann wurde es von den Venezianern übernommen, 1540 fiel es an die Osmanen.
Beim Kampf gegen die Osmanische Herrschaft verbündeten sich Venezianer, Deutsche und Polen und ernannten den Vizeadmiral Francesco Morosini zum Oberbefehlshaber der Vereinigten Streitkräfte. Für diesen Kampf bildete ab Juli 1686 die Bucht von Tolo, die damals Porto di Rogdi genannt wurde, die Operationsbasis seiner Schiffe und bot Platz für die Feldcamps. Man baute einen Hafen, den man Port d'Aulon oder Port Talon nannte und baute auf Romvi die heute noch sichtbare Befestigungsanlage. Die antiken Mauern von Asine wurde wieder errichtet und auch die Insel Daskalio wurde mit Mauern befestigt. Es gelang, die Osmanen zu verjagen und Nauplia zu befreien. Aber 1715 wurden die Befestigungen von den Türken zerstört und 1718 wurde das Gebiet wieder erobert.
Denkmale dieser Zeit sind die kleine Kirche namens Kimisis tis Theotokou (Κοίμησης της Θεοτόκου ‚Entschlafung der allheiligen Gottesgebärerin‘) erbaut im Jahr 1688 auf der Insel Daskalio, und die Ruinen der Festung und von Häusern und Zisternen auf der Insel Romvi in der Bucht von Tolo. Während der türkischen Besetzung lebten die Menschen in ständigem Terror. Die Kryfo Scholio (κρυφό σχολείο ‚Versteckte Schule‘) auf Daskalio (Δασκαλειό ‚Lehranstalt‘) erinnert daran, dass hier die Kinder im Geheimen in ihrer nationalen Sprache und Geschichte unterrichtet wurden.
Mit der Revolution der griechischen Nation 1821 wurde Nafplio die erste Hauptstadt von Griechenland und von hier aus wurden die noch unter türkischer Herrschaft verbliebenen griechischen Staaten unterstützt. Mit dem Beschluss von Ioannis Kapodistrias begann 1831 eine Neuansiedlung von Zuwanderern aus Kreta in der Bucht, die vor dem ägyptischen Vizekönig Muhammad Ali Pascha, dem Eroberer, geflüchtet waren.

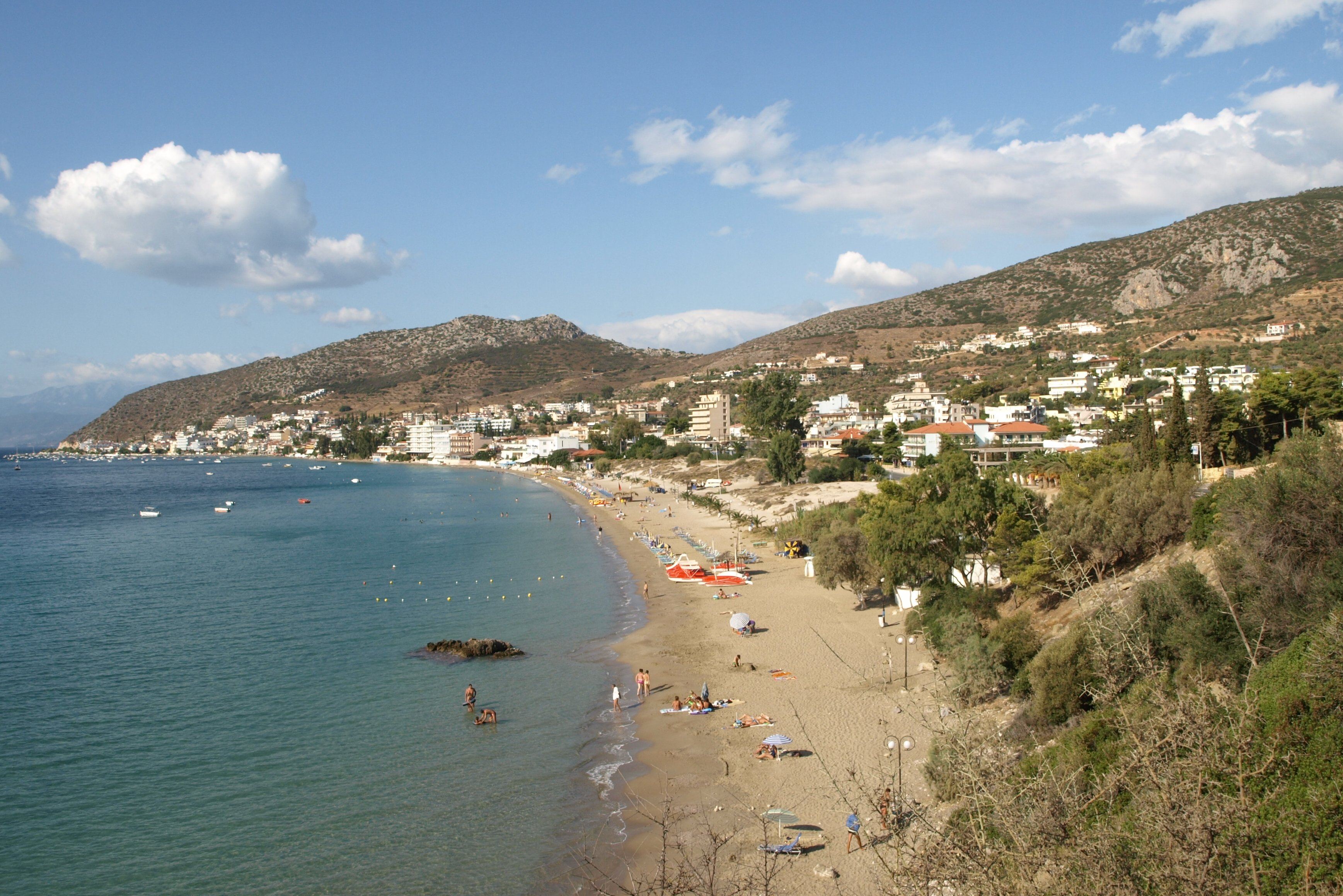
Die Bucht von Tolo

1834 wurde durch Königlichen Erlass eine neue Stadt in der Bucht von Tolo gegründet, die den Namen Minoa (Μινώα) nach dem legendären König Minos von Kreta erhielt. Obwohl Kreta 1898 von der Fremdherrschaft befreit wurde und 1913 wieder griechisch wurde, blieben viele ehemalige Flüchtlinge hier wohnen und ließen das malerische Fischerdorf entstehen, das schließlich 1916 in Tolo umbenannt wurde.
Durch seine Lage, die natürliche Schönheit der Landschaft und der Nähe zu den benachbarten archäologischen Stätten (wie Korinth, Mykene, Tiryns und dem berühmten Heiligtum von Epidauros) begann im 20. Jahrhundert ein Wirtschaftswachstum in dieser Region. Tolo entwickelte sich zu einem beliebten Ferienort für Touristen aus der ganzen Welt, weshalb es hier mehr als 17 Hotels (Stand 2008) und zahlreiche Gaststätten gibt.